# Potokî, Krînîcikî
Potokî (în ucraineană Потоки) este un sat în așezarea urbană Bojedarivka din raionul Krînîcikî, regiunea Dnipropetrovsk, Ucraina.

## Demografie
Componența lingvistică a localității Potokî
     Ucraineană (89,58%)
     Rusă (8,33%)
     Belarusă (1,67%)
Conform recensământului din 2001, majoritatea populației localității Potokî era vorbitoare de ucraineană (89,58%), existând în minoritate și vorbitori de rusă (8,33%) și belarusă (1,67%).